# كاميرون بوكانان
كاميرون بوكانان (بالإنجليزية: Cameron Buchanan)‏ (31 يوليو 1928 في المملكة المتحدة - 10 سبتمبر 2008 في المملكة المتحدة) هو لاعب كرة قدم بريطاني في مركز مهاجم داخلي. لعب مع نادي بورنموث ونورويتش سيتي ووولفرهامبتون واندررز.

## وصلات خارجية
- كاميرون بوكانان على موقع قاعدة بيانات كرة القدم.إي يو (الإنجليزية)